# Prima Categoria Puglia 1961-1962
Il campionato di calcio di Prima Categoria 1961-1962 è stato il V livello del campionato italiano. A carattere regionale, fu il terzo campionato dilettantistico con questo nome dopo la riforma voluta da Zauli del 1958.
Questi sono i gironi organizzati della regione Puglia.

## Girone A

### Squadre partecipanti
| Club                      | Città                     |
| ------------------------- | ------------------------- |
| A.S. Andria               | Andria (BA)               |
| U.S. Apricena             | Apricena (FG)             |
| U.S. Audace Cerignola     | Cerignola (FG)            |
| U.S. Bitonto              | Bitonto (BA)              |
| U.S. Garganica            | Monte Sant'Angelo (FG)    |
| U.S. Giovinazzo           | Giovinazzo (BA)           |
| Pol. Gustavo Ventura      | Bisceglie (BA)            |
| U.S. Lucera               | Lucera (FG)               |
| A.S. Manfredonia          | Manfredonia (FG)          |
| U.S. Modugno              | Modugno (BA)              |
| Pol. Ortanova             | Orta Nova (FG)            |
| A.S. Ruvo                 | Ruvo di Puglia (BA)       |
| U.S. San Giovanni Rotondo | San Giovanni Rotondo (FG) |
| U.S. Torremaggiore        | Torremaggiore (FG)        |
| A.C. Trinitapoli          | Trinitapoli (FG)          |
| U.S. Vieste               | Vieste (FG)               |

### Classifica finale
|  | Pos. | Squadra              | Pt   | G  | V  | N  | P  | GF | GS | DR  |
|  | ---- | -------------------- | ---- | -- | -- | -- | -- | -- | -- | --- |
|  | 1.   | Andria               | 45   | 28 | 18 | 9  | 1  | 60 | 20 | 40  |
|  | 2.   | Audace Cerignola     | 40   | 28 | 19 | 2  | 7  | 64 | 29 | 35  |
|  | 3.   | Lucera               | 37   | 28 | 17 | 3  | 8  | 51 | 32 | 19  |
|  | 4.   | Bitonto              | 34   | 28 | 14 | 6  | 8  | 51 | 24 | 27  |
|  | 5.   | Ortanova             | 34   | 28 | 14 | 6  | 8  | 45 | 28 | 17  |
|  | 6.   | Apricena             | 32   | 28 | 14 | 4  | 10 | 55 | 37 | 18  |
|  | 7.   | Giovinazzo           | 31   | 28 | 14 | 3  | 11 | 59 | 44 | 15  |
|  | 8.   | San Giovanni Rotondo | 31   | 28 | 13 | 5  | 10 | 47 | 42 | 5   |
|  | 9.   | Modugno              | 28   | 28 | 11 | 6  | 11 | 56 | 32 | 24  |
|  | 10.  | Ruvo                 | 24   | 28 | 10 | 4  | 14 | 36 | 50 | -14 |
|  | 11.  | Manfredonia          | 23   | 28 | 10 | 3  | 15 | 44 | 52 | -8  |
|  | 12.  | Monte Sant'Angelo    | 20   | 28 | 8  | 4  | 16 | 30 | 51 | -21 |
|  | 13.  | Trinitapoli          | 20   | 28 | 8  | 4  | 16 | 19 | 57 | -38 |
|  | 14.  | Gustavo Ventura      | 15   | 28 | 5  | 5  | 18 | 28 | 51 | -23 |
|  | 15.  | Vieste               | 6    | 28 | 3  | 0  | 25 | 18 | 91 | -73 |
|  | --.  | Torremaggiore        | Rit. | -- | -- | -- | -- | -- | -- | --  |

Legenda:

 Ammesso alle finali regionali.
      Promosso in Serie D 1962-1963.
      Retrocesso in Seconda Categoria.
Note:

Due punti a vittoria, uno a pareggio, zero a sconfitta.

## Girone B

### Squadre partecipanti
| Club                    | Città                      |
| ----------------------- | -------------------------- |
| A.S.C. Acquaviva        | Acquaviva delle Fonti (BA) |
| U.S. Altamura           | Altamura (BA)              |
| U.S. Carosino           | Carosino (TA)              |
| A.S. Casamassima        | Casamassima (BA)           |
| U.S. Crispiano          | Crispiano (TA)             |
| S.S. Grumese            | Grumo Appula (BA)          |
| A.S.C. La Santermana    | Santeramo in Colle (BA)    |
| A.C. Locorotondo        | Locorotondo (BA)           |
| Pol. Mola               | Mola di Bari (BA)          |
| A.S. Noicattaro         | Noicattaro (BA)            |
| A.S. Pro Castellana     | Castellana Grotte (BA)     |
| S.S. Pro Gioia          | Gioia del Colle (BA)       |
| A.S. Putignano          | Putignano (BA)             |
| U.S. Rutigliano         | Rutigliano (BA)            |
| U.S. San Giorgio Jonico | San Giorgio Jonico (TA)    |
| A.S. Valenzano          | Valenzano (BA)             |

### Classifica finale
|  | Pos. | Squadra            | Pt | G  | V  | N | P  | GF | GS | DR  |
|  | ---- | ------------------ | -- | -- | -- | - | -- | -- | -- | --- |
|  | 1.   | Mola               | 49 | 30 | 22 | 5 | 3  | 67 | 23 | 44  |
|  | 2.   | Noicattaro         | 47 | 30 | 22 | 3 | 5  | 68 | 24 | 44  |
|  | 3.   | Pro Gioia          | 40 | 30 | 16 | 8 | 6  | 37 | 24 | 13  |
|  | 4.   | Acquaviva          | 39 | 30 | 16 | 7 | 7  | 65 | 26 | 39  |
|  | 5.   | Pro Castellana     | 37 | 30 | 14 | 9 | 7  | 48 | 31 | 17  |
|  | 6.   | Altamura           | 34 | 30 | 15 | 4 | 11 | 49 | 40 | 9   |
|  | 7.   | Grumese            | 32 | 30 | 14 | 4 | 12 | 55 | 44 | 11  |
|  | 8.   | Crispiano          | 31 | 30 | 15 | 1 | 14 | 44 | 51 | -7  |
|  | 9.   | San Giorgio Jonico | 30 | 30 | 12 | 6 | 12 | 50 | 41 | 9   |
|  | 10.  | Putignano          | 28 | 30 | 11 | 6 | 13 | 46 | 42 | 4   |
|  | 11.  | Casamassima        | 26 | 30 | 11 | 4 | 15 | 40 | 48 | -8  |
|  | 12.  | Santermana (-1)    | 24 | 30 | 9  | 7 | 14 | 35 | 49 | -14 |
|  | 13.  | Rutigliano         | 24 | 30 | 9  | 6 | 15 | 33 | 49 | -16 |
|  | 14.  | Valenzano          | 15 | 30 | 3  | 9 | 18 | 29 | 71 | -42 |
|  | 15.  | Carosino           | 12 | 30 | 3  | 6 | 21 | 20 | 68 | -48 |
|  | 16.  | Locorotondo        | 11 | 30 | 4  | 3 | 23 | 22 | 76 | -54 |

Legenda:

 Ammesso alle finali regionali.
      Retrocesso in Seconda Categoria.
Note:

Due punti a vittoria, uno a pareggio, zero a sconfitta.
La Santermana è stata penalizzata con la sottrazione di 1 punto in classifica.

## Girone C

### Aggiornamenti
- A.S. Taviano ed U.S. Carmiano non si sono iscritte al campionato di Prima Categoria Puglia 1961-1962.[3]
- La Fiamma Jonica Gallipoli ha ottenuto la retrocessione in Seconda Categoria per motivi economici.

### Squadre partecipanti
| Club                     | Città                      |
| ------------------------ | -------------------------- |
| U.S. Antonio Toma Maglie | Maglie (LE)                |
| A.S. Aradeo              | Aradeo (LE)                |
| A.S. Francavilla         | Francavilla Fontana (BR)   |
| U.S. Galatone            | Galatone (LE)              |
| U.S. Juventina Lecce     | Lecce (LE)                 |
| U.S. Latiano             | Latiano (BR)               |
| Sport Lecce              | Lecce                      |
| A.S. Mesagne             | Mesagne (BR)               |
| A.C. Nardò               | Nardò (LE)                 |
| A.S. Novoli              | Novoli (LE)                |
| A.S. Ostuni              | Ostuni (BR)                |
| U.S. Pro Italia Galatina | Galatina (LE)              |
| U.S. San Vito            | San Vito dei Normanni (BR) |
| U.S. Sava                | Sava (TA)                  |
| U.S. Squinzano           | Rutigliano (BA)            |
| U.S. Trepuzzi            | Trepuzzi (LE)              |

### Classifica finale
|  | Pos. | Squadra             | Pt | G  | V  | N | P  | GF | GS  | DR  |
|  | ---- | ------------------- | -- | -- | -- | - | -- | -- | --- | --- |
|  | 1.   | Nardò (-1)          | 46 | 30 | 20 | 7 | 3  | 76 | 23  | 53  |
|  | 2.   | Novoli              | 45 | 30 | 20 | 5 | 5  | 87 | 30  | 57  |
|  | 3.   | Pro Italia Galatina | 43 | 30 | 17 | 9 | 4  | 63 | 21  | 42  |
|  | 4.   | Toma Maglie         | 35 | 30 | 14 | 7 | 9  | 48 | 27  | 21  |
|  | 5.   | Aradeo              | 34 | 30 | 14 | 6 | 10 | 69 | 35  | 34  |
|  | 6.   | Squinzano           | 34 | 30 | 15 | 4 | 11 | 44 | 35  | 9   |
|  | 7.   | San Vito Normanni   | 34 | 30 | 14 | 6 | 10 | 46 | 40  | 6   |
|  | 8.   | Galatone            | 33 | 30 | 14 | 5 | 11 | 54 | 32  | 22  |
|  | 9.   | Mesagne             | 33 | 30 | 14 | 5 | 11 | 57 | 45  | 12  |
|  | 10.  | Sava                | 28 | 30 | 12 | 4 | 14 | 40 | 54  | -14 |
|  | 11.  | Francavilla         | 27 | 30 | 11 | 5 | 14 | 42 | 61  | -19 |
|  | 12.  | Trepuzzi            | 27 | 30 | 11 | 5 | 14 | 44 | 65  | -21 |
|  | 13.  | Latiano             | 24 | 30 | 10 | 4 | 16 | 48 | 53  | -5  |
|  | 14.  | Juventina Lecce     | 23 | 30 | 9  | 5 | 16 | 39 | 53  | -14 |
|  | 15.  | Ostuni (-2)         | 6  | 30 | 2  | 4 | 24 | 15 | 111 | -96 |
|  | 16.  | Lecce Sport         | 5  | 30 | 2  | 1 | 27 | 16 | 103 | -87 |

Legenda:

 Ammesso alle finali regionali.
      Promosso in Serie D 1962-1963.
      Retrocesso in Seconda Categoria.
Note:

Due punti a vittoria, uno a pareggio, zero a sconfitta.
Nardò e Ostuni sono stati penalizzati con la sottrazione rispettivamente di 1 e 2 punti in classifica.

## Finali regionali
- Andria e Nardò sono promossi in Serie D.
- Il Nardò è inoltre ammesso alla fase finale del Campionato Dilettanti.